# Біомаркери старіння
Біомаркери старіння – біомаркери, що можуть відобразити та передбачити функціональну здатність організму у певному віці краще за хронологічний вік.
Старіння – це накопичення функціональних пошкоджень чи втрат протягом життя, забезпечене змінами у молекулярних механізмах організму.
Механізми старіння вивчені досить добре вивчені, різні дослідники виділяють в різних класифікаціях 9-15 механізмів старіння.
Хронологічний вік організму не пов'язаний з функціональним станом організму. Люди однакового віку можуть мати різні рівні здоров’я та можливостей, а також відмінні швидкості старіння та, власне, біологічний вік. Так само, і широко відомі прояви старіння на кшталт сивіння волосся чи змін у пігментації не є кращими маркерами старіння за вік, а тому не належать до біомаркерів старіння.
Особливе значення пошук і підтверждення біомаркерів старіння має для людини. Зміни у біомаркерах можна спостерігати протягом життя організму, а тому їх можна використовувати для перевірки засобів боротьби зі старінням. Хоча максимальна тривалість життя може слугувати засобом для перевірки біомаркерів старіння, цей метод не має практичної значущості для довгоживучих видів таких як люди, тому що лонгтітюдні дослідження потребують занадто багато часу.
В цілому, не всі біомаркери підходять для вказаної мети. Вони мають задовольняти певним критеріям, наприклад його вимірювання має бути можливим у нелетальний для організму спосіб. Крім того, він має відповідати якомусь базовому молекулярному механізму старіння, бути добре вимірюваним та відтворюваним за час значно менший за тривалість життя, тощо.
Нині відома низка різних біомаркерів та «годинників старіння»: параметри ДНК, а саме довжина теломер, епігенетичний стан, зокрема метилювання, тощо; параметри РНК, метаболізму, тощо.

## Епігенетичні мітки
У нашому епігеномі закодовані різні типи епігенетичної інформації, включаючи наявність або відсутність гістонів у якійсь або конкретній послідовності ДНК, метилювання ДНК, ремоделювання хроматину, посттрансляційні модифікації гістонових білків, структурні та функціональні варіанти гістонів та транскрипція некодуючої РНК (ncRNAs). Разом ці різні типи епігенетичної інформації є важливими визначаючими факторами, що лежать в основі функцій усіх клітин та тканин, як у одноклітинних, так і в багатоклітинних організмах. Однозначно кожен з цих різних типів епігенетичної інформації є функціонально значущим для процесу старіння. 
Дослідження старіння ссавців досить обмежені великою тривалістю життя зазвичай використовуваних модельних організмів. Таким чином пивні дріжджі або Saccharomyces cerevisiae є високоінформативною моделлю для вивчення старіння з їх генетичними інструментами, короткою тривалістю життя і повністю секвенованим геномом. Протягом багатьох років, дослідження безхребетних організмів, таких як Drosophila melanogaster (мухи) і Caenorhabditis elegans (черви), а також деяких моделей хребетних надали безцінну інформацію, яка допоможе зрозуміти складність процесу старіння.

### «Втрата гетерохроматину» як модель старіння
Геном еукаріотів організований у вигляді високовпорядкованої структури хроматину. Нуклеосома є найбільш фундаментальною одиницею хроматину і складається з 146-7 пар основ ДНК, обгорнутих навколо октомера основних гістонів H2A, H2B, H3 і H4. Геном існує або у відносно пухкому стані еухроматину, або в щільно упакованому стані гетерохроматину. Області еухроматину є транскрипційно активними доменами на відміну від транскрипційно мовчазних ділянок гетерохроматину, хоча є виключення. Гетерохроматин додатково розділений на конститутивний гетерохроматин, наприклад центромерні і теломерні сегменти, які приймають мовчазну форму у всіх типах клітин і факультативний гетерохроматин, виявлений в інактивованій Х-хромосомі, присутній тільки в підмножині клітин.
Модель старіння з «втратою гетерохроматину» була вперше запропонована Villeponteau (1997), який припустив, що домени гетерохроматину, що утворилися на ранній стадії ембріогенезу, руйнуються в процесі старіння, що сприяє дерепресії замовчуваних генів і призводять до аберантних паттернів експресії генів. Відповідно до цього припущення, глобальна втрата гетерохроматину була пов'язана зі старінням у людей і тварин. Наприклад, у людей мутації ламіну в зародковій лінії викликають синдром прогерії Хатчінсона-Гілфорда (HGPS) і атиповий синдром Вернера, захворювання, що імітують передчасне старіння. Культивовані клітини, отримані від пацієнтки з HGPS і експресують прогерін, усічену мутантну форму ламіна А, демонструють аномальну морфологію ядра, яка вказує на втрату гетерохроматину.
Можна стверджувати, що модель старіння з «втратою гетерохроматину», можливо, є надмірним спрощенням, оскільки одночасно з глобальним зниженням конститутивного гетерохроматину, яке спостерігається при старінні, відбувається збільшення локалізованого факультативного гетерохроматину в формі пов'язаних зі старінням гетерохроматинових фокусів (SAHFs).Таким чином, незважаючи на зниження «глобальних» рівнів гетерохроматину, старіння також пов'язано зі збільшенням локалізованого утворення гетерохроматину в певних локусах. Цей процес отримав назву «перерозподіл гетерохроматину».

## Гістони як біомаркери старіння

### Втрата гістонових білків при старінні
Нещодавно в області досліджень старіння стався стрибок від попередньої парадигми моделі втрати гетерохроматину. Не тільки гетерохроматин реорганізується під час старіння, а й глобальна втрата основних гістонових білків з геному під час старіння також спостерігалася в багатьох сценаріях, і було показано, що це є причиною старіння у дріжджів. У пивних дріжджів реплікативне старіння супроводжується втратою приблизно половини основних гістонових білків . Велика втрата нуклеосом з усього геному дріжджів під час реплікативного старіння призводить до глобального посилення транскрипції в старих клітинах . 
Різке зниження основних гістонових білків в S. cerevisiae пов'язано зі зниженням їх синтезу. Постачання надлишку гістонових білків H3 і H4, або ж створення індукованого промотора, шляхом делеції генів, що кодують репрессор Hir транскрипції гістонового гена, або шляхом видалення гена, що кодує білок Tom1, який бере участь в деградації надлишкових білків гістонів, призводить до збільшення тривалості життя дріжджів, визначаючи втрату гістонових білків як причину старіння.
Знижені рівні основного гістонового білка, спостережувані під час реплікативного старіння не обмежуються пивними дріжджами, а також спостерігалися при старінні у червів , під час реплікативного старіння диплоїдних первинних фібробластів людини і в старіючих клітинах людини.

### Варіанти гістонів
Крім канонічних гістонових білків H2A, H2B, H3 і H4 існують неалельні варіанти більшості гістонових білків, які іноді помітно відрізняються за своєю первинною послідовністю і мають вирішальне значення для регулювання динаміки хроматину, виконуючи спеціалізовані функції. H3.3 є основною формою гістона H3 в хроматині старіючих клітин людини разом з розкритою на N-кінці формою варіанта H3.3, який отримав назву H3.3cs1. В мозку старих мишей спостерігали підвищене включення H3.3 під час старіння, тобто рівень H3.1  знижується з віком і поступово накопичується H3.3.
Накопичення H3.3cs1 на ДНК в основному приписується гістоновим шаперонам ASF1a і UBN1 і імовірно HIRA в старіючих клітинах. Таким чином при  делеції дріжджового аналога HIRA, комплексу Hir, спостерігали збільшену реплікативну тривалість життя дріжджів. Аналогічна кореляція існує і для варіанту H3.3, так в мозку старих мишей спостерігали підвищене включення H3.3 під час старіння.
Існує безліч різних варіантів гістона H2A, і один, зокрема, бере участь в старінні. Варіант H2A - macroH2A є характерною особливістю SAHF. Незважаючи на те що macroH2A не вважається важливим для утворення SAHFs, було висловлено припущення, що macroH2A має вирішальне значення для підтримки пригнічення транскрипції на цих сайтах . Рівень macroH2A збільшується в залежності від віку під час реплікативного старіння в культивованих клітинах фібробластів людини, а також в деяких тканинах старих мишей і приматів.

### Модифікації гістонів
Серед модифікацій гістонів, які, як відомо, впливають на процес довголіття, найбільш помітними є ацетилювання і метилювання залишків лізину. У пивних дріжджів ацетилювання, присутнє в глобулярному домені гістона H3 на лізині 56 (H3K56Ac), і ацетилювання на N-кінцевому хвості гістона H4 на лізині 16 (H4K16Ac), обидва впливають на реплікативне старіння, хоча і за допомогою різних механізмів. Рівень H3K56Ac знижується при старінні дріжджів. Тим часом делеція генів, що кодують відповідні HDAC(деацетилази гістонів), які видаляють H3K56Ac, Hst3 і Hst4, призводить до скорочення тривалості життя дріжджів і геномної нестабільності. Неясно, як саме трохи підвищений рівень H3 K56Ac сприяє довголіттю, в той час як занадто багато або занадто мало H3K56Ac скорочує тривалість життя. Однак H3K56Ac бере участь в управлінні складання хроматину, регуляції транскрипції генів, включаючи самі гістони, стабільності геному і реплікації ДНК, тому будь-яку з цих функцій можна оптимізувати за допомогою трохи більшої кількості H3K56Ac, щоб сприяти довголіттю.
На відміну від знижених рівнів H3K56Ac під час старіння, рівні H4K16Ac підвищуються під час реплікативного старіння дріжджів. Підвищений рівень H4K16Ac в старих дріжджових клітинах пояснюється прогресуючим зниженням рівнів відповідної HDAC Sir2 під час старіння. Надлишкова експресія Sir2 збільшує тривалість життя. Відповідно до цього, делеція SAS2, який кодує HAT( ацетилаза гістонів), яка ацетилює H4K16, збільшує тривалість життя. Отже, збільшення H4K16Ac, яке відбувається під час старіння, провокує старіння, тоді як маніпуляції, що знижують рівень H4K16Ac, збільшують тривалість життя
Тенденції зміни рівнів метилювання гістонів під час старіння також були нещодавно ретельно досліджені. Значні зміни під час старіння були помічені для міток триметилювання на лізини 4, 9, 27 і 36 гістона H3 (H3K4me3, H3K9me3, H3K27me3 і H3K36me3, відповідно), в основному як зміни в мітках метилювання, що вказують на втрату гетерохроматичної структури зі старінням. Скринінг РНК-інтерференції (RNAi) у C. elegans виявив кілька гістонових метилтрансфераз, включаючи ASH-2, SET-2 і SET-9, і кілька деметилаз, включаючи UTX-1, як потенційні чинники, що впливають на старіння.
Хоча глобальна картина метилювання гістонів різниться у різних організмів, імовірно через різні механізми регуляції старіння, проте в цілому тенденція виявляє збільшення появи активуючих міток метилювання гістонів і зникнення репресивних міток під час старіння. Це означає втрату компактної архітектури хроматину в старіючих клітинах.

## Модифікації ДНК

### Метилювання ДНК
Метилювання ДНК - одна з найбільш вивчених і найбільш охарактеризованих епігенетичних модифікацій під час старіння. Метилювання ДНК особливо важливо під час розвитку, коли воно використовується, щоб заглушити гени в тканинах, в яких їх експресія ніколи не знадобиться, або на стадіях розвитку, на яких вони більше не мають потреби в експресії. У молодих клітинах більшість CpG в геномі мають 5-метилцитозин. CpG-метилювання всередині промоторів призводить до репресії транскрипції за рахунок утворення компактних структур хроматину, таких як гетерохроматин. Старіння ссавців частіше пов'язане з гіпометилюванням CpG, особливо в повторюваних послідовностях ДНК. Глобальне зниження метилювання ДНК при старінні може бути пов'язано з прогресуючим зниженням рівня ДНК-метилтрансферази DNMT1. Ймовірно, це частково є причиною втрати гетерохроматину під час старіння. Втрата метилювання CpG в повторюваних послідовностях підвищить ризик подій ретротранспозиції і, отже, геномної нестабільності під час старіння.
Однією з проблем, що залишилися при аналізі метилювання ДНК під час старіння є визначення причинних шляхів, які сприяють функціональному зниженню метилому ДНК під час старіння. Вікові зміни в ДНК-метиломі нагадують зміни, що відбуваються при раку. Глобальне гіпометилювання в повторюваних регіонах і сайт-специфічне гіперметилювання певних промоторів також були зареєстровані під час раку, що вказує на потенційний зв'язок між віковими змінами метилювання ДНК і підвищеним ризиком раку, які спостерігаються у літніх людей.

### нкРНК та старіння
нкРНК – останні гравці в області епігенетики, що очевидно впливають на всі біологічні процеси практично у всіх організмах. Поява і широке використання глибокого секвенування надало об'єктивне розуміння геному еукаріот, включаючи існування і функціональну роль нкРНК. На сьогодні широко визнано, що приблизно від 60 до 90% геному людини транскрибується з деякою варіабельністю, що пов’язано з нкРНК. До недавнього часу більшість досліджень було зосереджено на коротких ncRNAs, але тепер стає очевидним функціональне значення довгих ncRNAs (lncRNAs). Хоча  більшість функцій нкРНК є епігенетичними, тобто нкРНК мають значний вплив на модуляцію експресії генів і упаковку хроматину, повний набір біологічних функцій нкРНК ще належить зрозуміти. Порушення функції нкРНК пов'язано з численними захворюваннями, такими як рак, нейродегенеративні розлади, серцево-судинні розлади і в тому числі старіння.

## Іммунологічні біомаркери старіння
Іншими перспективними біологічними маркерами старіння є клітини імунітету – лімфоцити. Дослідження на мишах одного віку показали, що існує кореляція між рівнями певних лімфоцитів та тривалістю подальшого життя: так, миші що демонстрували відносно низькі рівні CD4 та CD8-клітин пам’яті і CD4 клітини із наявним P-глікопротеїном, водночас маючи відносно високі показники «наївних» CD4 клітин жили у середньому довше ніж миші із іншим розподілом. Гіпотеза, що пояснює це базується на твердженні, що миші старіють із різною швидкістю і відповідні зміни в рівнях лімфоцитів є показником їх біологічного віку, оскільки миші що швидше помирали демонстрували також більш швидкий прояв пов’язаних із віком змін у субпопуляціях лімфоцитів. 
Інше дослідження продемонструвало суттєву кореляцію між концентрацією  постарілих CD8+ клітин та схильністю до гіперглікемії і, як наслідок, діабету 2 типу. Це пояснюється інфільтрацією вищеназваних клітин імунітету у жирові тканини та, як наслідок, створює в тканині прозапальний профіль. Подальші дослідження у цьому напрямку дозволять завчасно передбачати схильність пацієнтів до діабету 2 типу.
Підвищені рівні цитотоксичних CD4 клітин, які зазвичай виконують хелперні функції, можуть бути передвісниками довгого терміну життя, як показало дослідження складу крові групи супердовгожителів. Такі люди зазвичай мають гарне здоров’я, що може бути пов’язане із підвищеним імунітетом, який довго залишається активним задля боротьби з інфекціями та пухлинами. 

## Застосування біомаркерів старіння
Подальше дослідження і застосування біомаркерів має сенс не лише з метою визначення біологічного віку особи, а й для попередження хвороб, що пов’язані із віком та розробки відповідних методик лікування на упередження. Це дозволить згодом перейти до досліджень, що направлені на подальше подовження життя та покращення його якості. 
Інше застосування, статистичне, дозволить набагато точніше, ніж ми це можемо зараз, визначати вплив на тривалість життя різноманітних факторів таких як  клімат, зайняття спортом, зловживання алкоголем, паління, прийом ліків тощо.